# Duga puška (strip)
Duga puška je prva epizoda Ken Parkera objavljena u Lunov magnus stripu br. 301. Izašla je 21. aprila 1978. godine. To je ujedno bila i prva epizoda Ken Parkera ikada objavljena u bivšoj Jugoslaviji. Koštala je 10 dinara (0,5 $; 1 DEM). Naslovna strana je reprodukcija Milacove originalne naslovne stranice iz 1977. god.

## Originalnа epizoda
Originalna epizoda objavljena je premijerno u junu 1977. godine u Italiji pod nazivom Lungo fucile u izdanju izdavačke kuće Cepim. Nacrtao ju je Ivo Milaco (Milazzo), dok je scenaro napisao Đankarlo Berardi. Koštala je 350 lira (0,4 $; 0,91 DEM).

## Sadržaj
Priča započinje 28. decembra 1868. godine u Montani. Ken Parker i njegov mlađi brat Bil dolaze u posetu starom Kenovom prijatelju Punču, kome prodaju lovinu za 400 dolara. Dok Punčo ubeđuje Kena da umesto stare dugocevke uzme vinčesterku, grupa razbojnika se na brdu sprema da ih opljačka. U napadu ranjavaju Kena i ubijaju Bila, te im otimaju sav novac. Ken kreće u potragu za njima.
Prateći tragove, Ken 5. januara 1869. god. dolazi do Fort Smita gde saznaje da se devetoro ljudi priključilo vojsci u poslednjih nekoliko dana. U nameri da sazna koji su od njih ubice, Ken se takođe upisuje u izviđače i odmah po ulasku u spavaonicu upozorava svih devetoro da traži ubice, kojima želi da se osveti.
U utvrđenju Ken upoznaje Mandana, poglavicu plemena Čejena (s kojim će se kasnije opet sresti u epizodi LMS-520). Ken uspeva da izleči njegovu ženu od bronhitisa, čime gradi poverenje sa Mandanom.
Ipak, umorni od obećanja plavih bluza da će ih jednog dana kompenzovati sredstvima za život u zamenu za teritoriju koju su im uzeli, Čejeni tokom noći napadaju utvrđenje da bi se dokopali konja i oružja. Vojnici kreću u potragu za Čejenima, ali upadaju u njihovu zamku iz koje su se jedva izvukli. Tokom bitke, Ken provaljuje dvojicu razbojnika — Bada i Goflina —, koji ranjavaju Kena i beže. Ken nastavlja da istražuje u nameri da pronađe trećeg razbojnika.
Nakon bitke, komandant moli Kena da prođe indijansku blokadu i dovede pojačanje, što Ken prihvata i uspeva da uradi. Međutim, indijanci su u međuvremenu napustili blokadu, a grupa vojnika kreće za njima. Najpre sustiže i ubija grupu starih, a dva izviđača-razbojnika kreću za Mandanom i njegovom ženom, koji su se prethodno izdvojili iz grupe. Mandan ih sve ubija, dok Ken na kraju otkriva da je treći razbojnik Fil. Na kraju ubiva i njega, čime je njegova osveta kompletna.

## Motivacije
Za razliku od većine stripova objavljenih u Lunov magnus stripu i Zlatnoj seriji u kojima postoje samo zlikovci i borci za pravdu (Blek, Zagor itd) koji su motivisani opštim dobrom, likovi iz Ken Parkera imaju mnogo kompleksniju motivaciju. Ken Parker je, recimo, u ovoj epizodi motivisan isključivo željmo da osveti mlađeg brata. On, drugim rečima, nije nikakav borac za pravdu, iako se njegova lična motivacija često poklapa sa pravednim ciljevima od kojih društvo (ili neka zajednica) ima korist. Sa druge strane Mandanova pomoć Kenu motivisana je zahvalnošću, odn. razmenom usluga. Ovo je važan aspekat stripa koji izdvaja Ken Parkera ne samo od većine LMS i ZS junaka, već ga svrstava u sam vrh evropskog stripa osamdesetih godina prošlog veka.

## Značaj oružja
Na samom kraju, Ken pruža pušku Mandanu da bi mogao da nađe i zaštiti svog sina. Mandan, međutim, odbija ovakvu pomoć, tvrdeći da se oružjem ne može ništa rešiti i da će njegov sin morati da pronađe drugačiji način da se zaštiti. Ovo je značajan zaključak, jer će se Ken i Mandan sresti ponovo nekoliko godina kasnije (LMS-520), kada će ga Ken preklinjati da ne ubija bele žene i decu, jer to nije moralno.

## Skraćivanje i cenzura epizodе
Svaka epizoda Ken Parkera (do epizode Normin Princ koja je izašla 1985. godine) imala je 96 strana. Iz različitih razloga redakcija Lunov magnus stripa je često skraćivala broj strana u epizodama Kena Parkera. To se desilo i u ovoj epizodi koja je skraćena na 85 strana. Razlog nije mogao biti ušteda papira, jer je cela sveska imala 128 strana, odnosno još jedan strip iza Ken Parkera. Ako obe epizode nisu mogle da se smeste na 128 strana, bilo je logičnije skraćivati drugi, a ne prvi, odn. glavni strip. (Drugi strip je često bio potpuno nepoznat i ređe čitan.)
Sa ciljem da kod Čejena stvori zabunu, a vojnici dobijaju na vremenu, Ken se sprema da ubije indijanskog starog vrača koji se moli Manituu da njegovim ratnicima podari nepobedivost. Isečena je čitava stranica na kojoj se vidi kako vrač pada pogođen Kenovim metkom.
Skraćivanje je u ovoj epizodi ostavilo nekoliko nelogičnosti. Na strani 65 Ken ostaje bez konja (koji pada u provaliju), ali potom na str. 67 piše kako jaše čitavu noć ka jugozapadu. U originalu se zaprаvo vidi kako Ken, kada ostaje bez konja, krade konja indijancima između ta dva događaja.
Na samom kraju nedostaju završne scene tuče između Kena i trećeg razbojnika. Između strane 87. i 88. izostavljena je čitava stranica na kojoj se vidi kako Ken ubija Fila.

## Repriza
Epizoda je (pod istim imenom) reprizirana u bišoj Jugoslaviji 1990. godine u ediciji Comicon u izdanju Moria-Sky Comics (Slobodna dalmacija) sa tvrdim koricama i na A4 formatu. Koštala je 30 dinara. Kasnije ju je reprizirala (pod istim imenom) hrvatska Fibra 2007. godine. Cena je bila 75 kuna. Epizoda je po treći put reprizirana u Hrvatskoj u izdanju Fibra/Strip agent krajem 2018. godine. Objavljena je u 1. broju zajedno sa epizodama 2. i 3.
Ova epizoda je u celosti reprizirana u Srbiji u decembru 2017. u 1. svesci edicije Ken Parker (zajedno sa 2. epizodom, LMS-305) u izdanju striparnice Darkvud. Cena tvrdog izdanja bila je 1.690 dinara (14,3 €; 16,7 $).

### Објављивање у Шпанији
Прва епизода Кен Паркера објављена је премијерно у Шпанији у септембру 1982. год. у издању Ediciones Zinco S.A.